# Enrico Trevisi
Enrico Trevisi (ur. 5 sierpnia 1963 w Asola) – włoski duchowny katolicki, biskup Triestu od 2023.

## Życiorys
Święcenia kapłańskie otrzymał 20 czerwca 1987 i został inkardynowany do diecezji Cremona. Pracował głównie w diecezjalnym seminarium, pełniąc funkcje wicerektora (1990–1997) oraz rektora (2004–2016). W latach 1997–2004 kierował diecezjalnym ośrodkiem duszpasterskim, a w latach 2016–2023 był proboszczem cremońskiej parafii pw. Chrystusa Króla.
2 lutego 2023 papież Franciszek mianował go ordynariuszem diecezji Triestu. Sakry udzielił mu 25 marca 2023 biskup Antonio Napolioni.